# William Patten (historien)
William Patten (né à Londres vers 1510 – mort après 1598) est un universitaire et écrivain anglais, qui servit le gouvernement sous les règnes du roi Édouard VI et de la reine Élisabeth Ire.

## Ses débuts
William Patten est le fils du tisserand Richard Patten († 1536), et de sa femme Grace, fille de John Baskerville. Son grand-père, Richard Patten de Boslow (Derbyshire), est l'un des frères de l'évêque de Winchester William Waynflete (de son vrai nom William Patten). La mère de William Patten serait morte avant son mari. Sa sœur, Alice († 1557-58), était mariée à Armagil Waad (en), que Patten qualifie d'« ami » dans son Expedition into Scotland (cf. infra). Patten aurait été formé à Gonville Hall, à Cambridge. Il devient diacre (1528) puis curé (1533) de la paroisse de St Mary-at-Hill (en), dans le faubourg londonien de Billingsgate (en).
En 1544, on l'envoie en France en tant que secrétaire du comte d'Arundel. En 1547, avec la nomination du comte de Warwick comme lieutenant général, il accompagne l'armée du duc de Somerset en Écosse en tant que juge de la maréchaussée.
Patten publie, Out of the Parsonage of Saint Mary’s Hill, in London, this 28 January 1548, un récit de la campagne d'Écosse, sous le titre : The expedicion into Scotla[n]de of the most woorthely fortunate prince Edward, duke of Soomerset. Ce texte est abondamment cité par Holinshed et John Hayward (en) s'est appuyé dessus pour composer The Life and Raigne of King Edward VI (1630).
Patten obtient en juillet 1548 la charge de receveur de l'octroi de Londres, et l'année suivante, Thomas Penny, chanoine prébendier de Saint-Paul, lui accorde la tenure du manoir et de l'église de Stoke Newington. Le 16 avril 1565, le bail lui est reconduit pour 99 ans, à compter de l'hiver 1576. En 1563 Patten fait réparer ce manoir et l'église Sainte-Marie, à laquelle il ajoute un vestibule, un collatéral, une chapelle privée et une école. Patten se voit confier la charge de juge du Middlesex, et en 1558 celle de receveur général des aides pour le Yorkshire.

## Disgrâce
Patten est nommé trésorier à vie de l'Échiquier le 23 juin 1562 ; mais à l'automne 1567, l'inspecteur aux Comptes découvre un trou de 7 928 sterlings dans la comptabilité. Patten est démis de sa charge le 13 janvier 1568. Les barons de l’Échiquier entérinent la décision, et on le remplace le 13 juillet suivant. Au fil des années suivantes, Patten perd toutes ses charges, ainsi que la tenure de Stoke Newington, qu'il doit remettre à John Dudley en 1571. Le 16 novembre 1572, Patten adresse un recours en grâce (Supplicatio Patteni) à la reine, où il se plaint d'avoir dû vendre toutes ses terres et autres biens contre une rente annuelle de 500 livres. Patten rejette l'erreur comptable qui a entraîné sa chute sur l'un de ses valets, et réclame une enquête qui, semble-t-il, ne fut jamais diligentée.

## Carrière littéraire et universitaire
Privé d'emploi et réduit à cette pension annuelle, Patten se tourne vers la philosophie. Au mois d'avril 1570, il compose (tentative inédite dans les Îles Britanniques) un lexique et un alphabet arménien, pour permettre la lecture d'un ancien psautier arménien détenu par l'archevêque Matthew Parker. Dans la même veine, il donne une transcription en anglais des mots hébreux, syriens, chaldéens etc. de la Bible, sous le titre The calendar of scripture. Whearin the Hebru, Challdian, Arabian, Phenician, Syrian, Persian, Greek and Latin names… in the holly Byble… ar set, and turned into oour English toong (1575). En 1583 Patten compose une traduction en vers du Psaume 72, Deus Judicium, et en 1598 une traduction du Psaume 21, Domine in Virtute qui sont diffusés sous forme de placards imprimés. Patten compose l'éloge de deux de ses anciens protecteurs :
- celui de Henri d'Arundel, qu'il a servi en France, sous la forme d'un placard intitulé A Moorning Diti[17] (1580),
- et In mortem W. Wynter (1589), éloge du capitaine William Winter[18].

Dans l'éloge funèbre de Christopher Hatton (Luctus consolatorius: super morte nuper D. Cancellarij Angliae, 1591), il se décrit comme un protégé de ce chancelier d'Angleterre. On attribue souvent à Patten la paternité de la lettre de Langham, description vivante de la cour du comte de Leicester faite à la reine Élisabeth en juillet 1575 au château de Kenilworth. Il est en tous cas attesté que Patten a composé une partie des compliments versifiés du comte à Kenilworth.
Patten est l'un des premiers membres de la Society of Antiquaries, pour laquelle il rédige un essai sur l'histoire de la livre anglaise : Of sterling money. John Stow le dépeint comme « un gentilhomme cultivé et un citoyen soucieux du gouvernement ». Il nous apprend que Patten a formulé des remontrances au maire et aux communes de Londres critiquant la multiplication des remembrements. Le traducteur Thomas Newton célèbre l’œuvre historique de Patten dans un poème.
On ignore la date exacte de la mort de Patten. Selon l’héraldiste et antiquaire Francis Thynne, Patten est encore en vie en 1587, et ses derniers écrits sont publiés en 1598 An engraving of Patten by J. Mills is found in Robinson’s Stoke Newington.
L'« Expédition d’Écosse » de Patten est réimprimée dans deux compilations postérieures : les Fragments of Scottish History de Dalyell (en) et An English Garner d'Arber (en).

## Mariages et descendance
On ignore le nom de la première épouse de Patten, qui mourut à Billingsgate en 1549 sans lui avoir donné d'enfant. Il épousa ensuite Anne, fille d'une héritière de Richard Johnson de Boston. Dans The Calendar of Scripture, il se décrit comme « le pauvre Patten … père inconsolable de sept enfants ».